# Sanshin

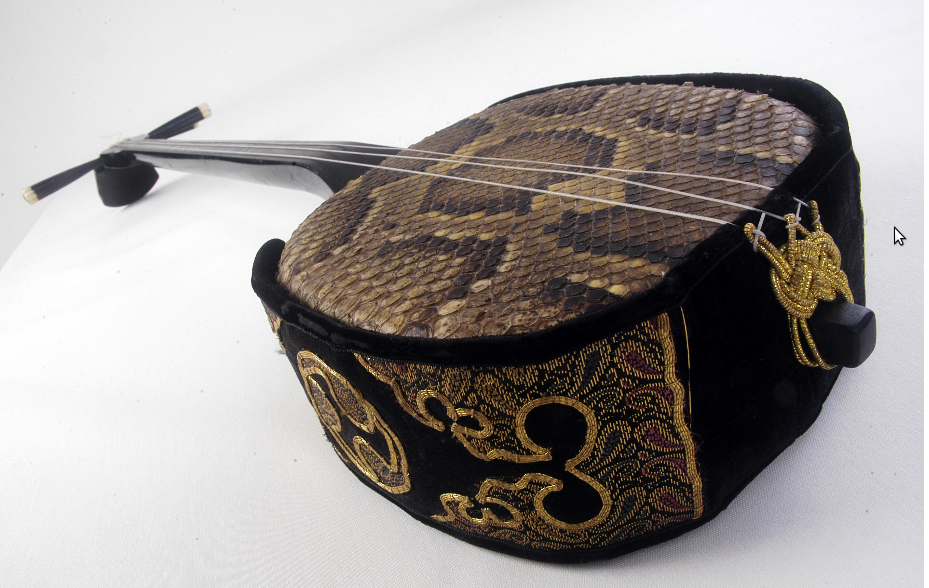
Colección del Museo Azzarini

El sanshin (三線, literalmente "tres cuerdas") es un instrumento musical de Okinawa, precursor del shamisen japonés. Parecido a un laúd, consiste en un cuerpo cubierto de piel de serpiente, mango y tres cuerdas.
Desciende del sanxian chino, introducido alrededor del 1390 al archipiélago japonés de Okinawa, centro del antiguo reino de Ryukyu.
Como su antecesor, posee un mango largo y angosto, sin trastes. Este se continúa en una pica que atraviesa la caja de resonancia rectangular. La misma se construye con tapa y fondo de piel de serpiente – en general pitón- cubriendo las fajas de madera.
La denominación de este laúd ha sido tomada del número de órdenes (en japonés san = tres, shin = cuerda), punteados comúnmente por un plectro de asta que se ajusta al índice derecho. Durante el siglo XVI el sanshin se difundió al resto del Japón y dio origen al shamisen.
En la actualidad es el instrumento más importante de la música clásica y folklórica del archipiélagos de Okinawa. Se lo ejecuta solo o en diversos conjuntos, acompañando el canto y la danza. En Okinawa ha cedido su nombre al género vocal cortesano uta-sanshin.